# 布樂文
布樂文（英文：Jason Bootwala，2001年1月29號—），香港男藝人，2021年無綫電視藝員訓練班學員，畢業後加入無綫電視。2022年加入J2台, 是22位J2ers之一。

## 簡歷
布樂文是出生於香港的中印混血兒，畢業於港大同學會書院。中學時期不但是學校足球隊隊長，亦曾獲香港學校戲劇節傑出演員獎及香港傑出學生，現正修讀工商管理學士（工商管理學士綜合課程）及法律博士雙學位課程。

## 電視劇（無綫電視）
- 2025年：虛擬情人 飾 Lay
- 未播映：非常檢控觀 飾

## 電視節目 (J2台)
- 2021年：《搵鬼去電視城》主持
- 2022年：《思家大戰》第19集嘉賓
- 2022年：《陀地外國人》主持
- 2022年：《晚間聽聞》主持
- 2023年：《開卷》主持
- 2023年：《鋪鋪Poker》主持
- 2023年：《阿媽唔信我去亞馬遜》主持
- 2023年：《你想點煮姐》主持

## 外部連結
- 布樂文的Instagram帳戶
- 布樂文的Facebook專頁